# Xã đặc quyền Oneida, Michigan
Xã Oneida (tiếng Anh: Oneida Township) là một xã thuộc quận Eaton, tiểu bang Michigan, Hoa Kỳ. Năm 2010, dân số của xã này là 3.865 người.